# Ginnastica ai Giochi della III Olimpiade
Le competizioni di ginnastica ai Giochi della III Olimpiade furono 11 eventi di ginnastica, riservati esclusivamente ad atleti maschili.
Le gare si svolsero in due distinti momenti, dal 1º al 2 luglio per le competizione dei concorsi, e il 28 ottobre 1904 per le competizioni agli attrezzi, sempre al Francis Field della Washington University di Saint Louis.

## Podi
| Evento                                           | Oro                                                                                                   | Perform. | Argento                                                                                            | Perform. | Bronzo | Perform. |
| Concorso individuale (dettagli)                  | Julius Lenhart                                                                                        | 69,80    | Wilhelm Weber                                                                                      | 69,10    | Adolf Spinnler                                                                                                 | 67,99    |
| Concorso individuale - Tre eventi (dettagli)     | Adolf Spinnler                                                                                        | 43,49    | Julius Lenhart                                                                                     | 43,00    | Wilhelm Weber                                                                                                  | 41,60    |
| Concorso individuale - Quattro eventi (dettagli) | Anton Heida                                                                                           | 161      | George Eyser                                                                                       | 152      | William Merz                                                                                                   | 135      |
| Concorso a squadre (dettagli)                    | Philadelphia Turngemeinde John Grieb Ernst Reckeweg Max Hess Anton Heida Philip Kassel Julius Lenhart | 370,13   | New York Turnverein Art Rosenkampff Julian Schmitz Max Wolf Emil Beyer John Bissinger Otto Steffen | 356,37   | Central Turnverein Chicago Robert Maysack Philip Schuster Charles Krause Edward Siegler John Duha George Mayer | 352,79   |
| Parallele (dettagli)                             | George Eyser                                                                                          | 44       | Anton Heida                                                                                        | 43       | John Duha | 40       |
| Sbarra (dettagli)                                | Ex aequo Anton Heida Ed Hennig                                                                        | 40       | -                                                                                                  | -        | George Eyser                                                                                                   | 39       |
| Cavallo con maniglie (dettagli)                  | Anton Heida                                                                                           | 42       | George Eyser                                                                                       | 33       | William Merz                                                                                                   | 29       |
| Volteggio al cavallo (dettagli)                  | Ex aequo Anton Heida George Eyser                                                                     | 36       | -                                                                                                  | -        | William Merz                                                                                                   | 31       |
| Anelli (dettagli)                                | Herman Glass                                                                                          | 45       | William Merz                                                                                       | 35       | Emil Voigt | 32       |
| Salita alla fune (dettagli)                      | George Eyser                                                                                          | 7"0      | Charles Krause                                                                                     | 7"2      | Emil Voigt | 9"8      |
| Rotazione con le clave (dettagli)                | Ed Hennig                                                                                             | 15       | Emil Voigt                                                                                         | 9        | Ralph Wilson                                                                                                   | 5        |

## Medagliere
| Posizione | Paese         |    |   |    | Totale |
| --------- | ------------- | -- | - | -- | ------ |
| 1         | Stati Uniti   | 10 | 7 | 9  | 26     |
| 2         | Austria       | 1  | 1 | 0  | 2      |
| 3         | Svizzera      | 1  | 0 | 1  | 2      |
| 4         | Squadra mista | 1  | 0 | 0  | 1      |
| 5         | Germania      | 0  | 1 | 1  | 2      |
| Totale    | Totale        | 13 | 9 | 11 | 33     |